# حلوى اليقطين
حلوى اليقيطن أو قباق طَاتْلِسَة هي حلوى اليقطين في المطبخ التركي. وهي مصنوعة عن طريق طهي اليقطين المقشر والمقطع والمُسَكَّر. يمكن أيضًا استخدام الحليب. يعلو الطبق القيمق والجوز المفروم والطحينة. وهي حلوى موسمية في فصل الشتاء.